# Odin (satellit)
Odin är en satellit utvecklat av Rymdbolaget, och drivs numera under ledning av OHB-Sweden.  Projektet finansierades ursprungligen av Sverige (Rymdstyrelsen), Finland (TEKES), Kanada (CSA) och Frankrike (CNES). Idag stöds projektet också av det Europeiska rymdorganet ESA. Satelliten sköts den 20 februari 2001 upp med en Start-1-raket från den ryska rymdhamnen Svobodny. Satelliten är namngiven efter Odin i fornnordisk mytologi.
Odin används för observationer av himlakroppar, främst astronomiska mätningar som avser det interstellära mediet och områden där stjärnor bildas, samt processer i jordatmosfären som är viktiga för ozonlagret och klimat.